# Verkligen
Verkligen (Werkelijk) is het tweede album van de Zweedse band Kent. Het werd uitgebracht in 1996, precies een jaar na hun eerste album Kent.

## Nummers
1. Avtryck
2. Kräm (Så nära får ingen gå)
3. Gravitation
4. Istället för ljud
5. 10 minuter (För mig själv)
6. En timme en minut
7. Indianer
8. Halka
9. Thinner
10. Vi kan väl vänta tills imorgon